# Lawrence Marrero
Lawrence Henry Marrero (* 24. Oktober 1900 in New Orleans; † 6. Juni 1959 ebenda) war ein US-amerikanischer Musiker des Hot Jazz (Banjo, Gitarre, Basstrommel).

## Leben und Wirken
Marrero stammt aus einer musikalischen Familie; sein Vater Billy Marrero war 1905 Bassist bei Manuel Perez und 1910 im Superior Orchestra (er war der Manager der letztgenannten Formation und auch der des Olympia Orchestra). Marreros drei Brüder, John, Simon und Eddie Marrero, waren ebenfalls Musiker. Lawrence Marrero hatte Banjo-Unterricht bei seinem Bruder John. Seine Karriere als professioneller Musiker begann er 1919 bei Wooden Joe Nicholas; daneben war er zunächst auch Preisboxer. 1920 gründete er sein Young Tuxedo Orchestra, in dem er als Basstrommler wirkte. In den 1930er Jahren spielte er bei Chris Kelly, Frank Dusen und John Robichaux; ab Ende dieses Jahrzehnts wurde er langjähriges Mitglied in der Band von George Lewis. 1942 nahmen beide mit Bunk Johnsons Band in Chicago auf, 1945 in New Orleans und New York. Nach seiner Rückkehr nach New Orleans 1946 ging er mit Lewis auf Tourneen und wirkte bis 1957 bei dessen Aufnahmen mit. 1955 schied er nach einer Reihe von Schlaganfällen aus Lewis’ Band aus, leitete aber noch einige Jahre eigene Formationen, in denen er auch elektrische Gitarre spielte.
Marrero wirkte von 1942 bis 1956 bei 95 Aufnahmesessions mit, unter anderem bei Alvin Alcorn, Ken Colyer, Jim Robinson, Sister Ernestine Washington, Sister Berenice Phillips und Harold Lewis.

## Lexikalische Einträge
- Carlo Bohländer, Karl Heinz Holler: Reclams Jazzführer (= Reclams Universalbibliothek. Nr. 10185/10196). Reclam, Stuttgart 1970, ISBN 3-15-010185-9.
- Ian Carr, Digby Fairweather, Brian Priestley: The Rough Guide to Jazz. Rough Guides 2004 (3rd ed.). ISBN 1-84353-256-5
- Leonard Feather, Ira Gitler: The Biographical Encyclopedia of Jazz. Oxford University Press, New York 1999, ISBN 0-19-532000-X.